# Ősz New Yorkban
Az Ősz New Yorkban (eredeti címe: Autumn in New York) egy 2000-ben bemutatott amerikai romantikus filmdráma, rendezte Joan Chen. A produkció főszerepében Richard Gere, Winona Ryder és Anthony LaPaglia. A film premierjét 2000. augusztus 11-én mutatták be az Egyesült Államokban, Magyarországon 2001. január 11-től kezdték vetíteni a mozikban.

## Cselekmény
Will egy New York-i étterem tulajdonosa, aki találkozik Charlotte-tal, a kalapkészítővel. A lány az ő éttermében ünnepli születésnapját, nagyanyja pedig bemutatja őket egymásnak. Will egy kalapot rendel Charlotte-tól, amit végül a lánynak ad a gálaestjére, és elcsábítja a lányt. 
Mikor másnap közli vele, hogy nem gondol komoly jövőt a kapcsolatuknak, kiderül Charlotte-ról, hogy szívbeteg.
Will egyre több időt tölt a lánnyal, mikor Charlotte hirtelen rosszul lesz, és kórházba kell vinni. Az orvosok megjósolják, hogy egy éve van hátra. Egy halloweeni partin Will összefut egy voltbarátnőjével, és a tetőn egymáséi lesznek. Mikor Charlotte erre rájön, szakít Will-lel.
Will ezután levelet kap Lisától, aki törvénytelen gyermeke, és eddig nem tudott létezéséről. Lisa várandós lett, és meg akarta találni apját, mert bízott benne, hogy Will is őt kereste. Mikor Charlotte hazatér, Will egy újabb esélyt kér a lánytól, amit végül megkap. Charlotte azonban hamarosan ismét elveszti az eszméletét, és már csak hetei vannak hátra.
Lisa segít Willnek orvost találni, és ráveszik Charlotte-ot, hogy egyezzen bele a műtétbe. Karácsony napján azonban a nő hirtelen elájul. Műtőbe sietnek vele, de az orvos már nem tudja megmenteni.
A következő nyáron Will a parkban sétál karjában újszülött unokájával. Hirtelen észrevesz egy hattyút, majd egy fiatal nő tükörképét a vízben, aki a hídon sétál át.

## Szereplők
| Szerep     | Színész            | Magyar hangja      |
| ---------- | ------------------ | ------------------ |
| Will       | Richard Gere       | Szakácsi Sándor    |
| Charlotte  | Winona Ryder       | Gubás Gabi         |
| John       | Anthony LaPaglia   | Sörös Sándor       |
| Dolly      | Elaine Stritch     | Pásztor Erzsi      |
| Lisa       | Vera Farmiga       | Horváth Lili       |
| Sarah      | Sherry Stringfield | Tallós Rita        |
| Lynn       | Jill Hennessy      | Pokorny Lia        |
| Dr. Grandy | J. K. Simmons      | Bácskai János      |
| Simon      | Sam Trammell       | Simonyi Balázs     |
| Dr. Sibley | Mary Beth Hurt     | Menszátor Magdolna |
| Shannon    | Kali Rocha         | n.a                |
| Alberto    | Steven Randazzo    | n.a                |

## Fogadtatás
Az Ősz New Yorkban nem kapott jó értékelést a kritikusoktól. A Rotten Tomatoeson 19%-os minősítést kapott 72 értékelés alapján, az összefoglaló szerint: „Bár a film nem olyan rossz, mint amitől tartani lehetett (a kritikákhoz nem vetítették előzetesen), de nem is olyan jó. A legfeltűnőbb hibák a nyálas romantikus klisék és a kémia hiánya Gere és Ryder között.” Kevin Thomas a Los Angeles Timestól azt írta: „Ez a kiszámíthatatlan, sőt szigorú film megérdemli, hogy megtalálja a közönségét.” Rita Kempley a Washington Posttól úgy vélte: „A film egy valóságos csokor lelkes klisékből és szellemtelen érzelmekből.”
A film a MetaCriticen 24 pontot kapott 21 vélemény alapján. Emanuel Levy a Variety-től azt írta: „Ez nem egy rossz film, csak csupa közhelyes.” Owen Gleiberman az Entertainment Weeklytől azt írta: „Ízlésesen kínos.”
Richard Gere-t és Winona Rydert Arany Málna díjra jelölték a legrosszabb filmes páros kategóriában a 21. Arany Málna-gálán, de a díjat John Travoltának ítélték a Háború a Földön című filmjéért.
A kritikák ellenére a produkció pénzügyileg jól teljesített. A Box Office Mojo szerint a 65 millió dolláros költségvetés mellett 90 millió dolláros bevételt hozott be a film.